# 刘伯承
刘伯承（1892年12月4日—1986年10月7日），名明昭，字伯承，小名孝生，以字行，曾用名刘伯坚，四川开县（今重庆市开州区）人，中国共产党、中华人民共和国政治人物，原正国级领导人，近代中国军事家:516，中华人民共和国十大元帅之一，中國人民解放軍創始人和締造者之一。
刘伯承早年从军，参加护国战争和护法战争，右眼负伤致残。1926年，他加入中国共产党，任国民革命军四川各路总指挥、暂编第十五军军长。1927年参加领导了南昌起义，任中共前敌委员会参谋团参谋长。后留学苏联，先后在高级步兵学校及伏龙芝军事学院学习，1930年回国。第一次国共内战时期，刘伯承任中共中央长江局军委书记、红军学校校长兼政治委员、红军总参谋长、援西军司令员等职，参加长征。抗日战争时期，他任八路军129师师长，开辟晋冀鲁豫边区，并参加百团大战。第二次国共内战时期，他历任晋冀鲁豫军区司令员、中原军区司令员、第二野战军司令员，指挥淮海战役等作战。
中华人民共和国成立后，刘伯承历任中共中央西南局第二书记，西南军政委员会主席，中国人民解放军军事学院院长兼政委，中央人民政府人民革命军事委员会副主席，训练总监部部长，高等军事学院院长兼政治委员等职。1958年，刘伯承因所谓“教条主义”被彭德怀等批判，此后淡出军界，担任全国人大常委会副委员长、中共中央军委副主席等职，是中共第八至第十一届中央政治局委员:18-19。1986年10月7日，刘伯承在北京病逝。

## 生平

### 早年和第一次国共内战时期
清光緒十八年（1892年）10月16日，刘伯承出生于四川开县（今重庆市开州区）赵家场:1。5岁读私塾，12岁开始接受新式教育:3-5。15岁时因父病故、家庭困难，被迫辍学务农:6。1912年，考入蜀军政府陆军将校学堂:9。1912年底毕业后，被分派到川军第5师熊克武部，先后任司务长、排长、连长。1913年二次革命爆发，参加熊克武四川讨袁军，失败后，流亡上海。1914年，刘伯承在上海加入孙中山中华革命党:11。1915年12月袁世凯称帝，12月25日蔡锷在云南首义，组成护国军北进四川。1915年底刘伯承从上海返回四川，与中华革命党人组建川东地方武装“四川护国军第四支队”:13。1916年3月20日，刘伯承率部攻打酆都城，被守军从城门上射来的两颗子弹击中，其中一颗子弹擦伤颅顶，一颗子弹从右太阳穴射入，透右眼而出，右眼致残。1917年，刘伯承任川军第五师第九旅参谋长，参加护法战争:16。其后，他担任四川督军署警卫团副团长。1920年，刘伯承参加与滇军顾品珍部作战，战后警卫团扩编为第二混成旅，刘伯承任一团团长:18。

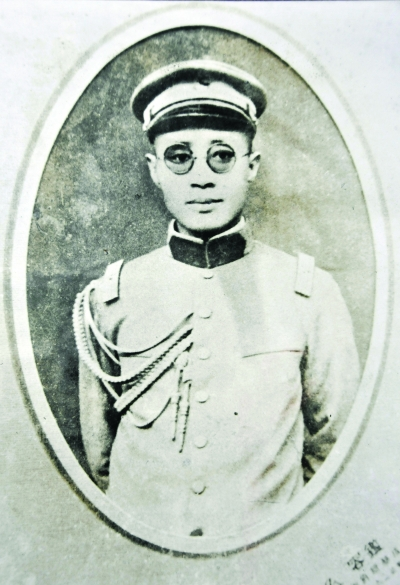
1920年代供职于川军时的刘伯承

1923年，刘伯承参加讨伐吴佩孚的战争，任熊克武四川讨贼军第一路前敌指挥官，取得了成都龙泉驿等战斗的胜利:24。8月，刘伯承在作战中右腿负重伤。在成都养伤期间，认识杨闇公、吴玉章，开始认识中国共产党:25。1925年，随吴玉章赴广州、上海、北京等地考察:27。1926年5月，刘伯承经过两年时间考虑，决定加入中共，经杨闇公、吴玉章正式介绍加入，任中共重庆地委军事委员会委员。然后以国民党中央特派员的名义回到四川，策动四川响应北伐战争:28。同年12月，与杨闇公、朱德、陈毅等发动泸顺起义，任起义军四川各路总指挥，打击四川军阀刘存厚:31。后为国民革命军暂编第15军军长
，率部坚守泸州，抵御刘湘进攻。1927年5月，因泸州内外交困，刘伯承被迫撤离，辗转前往汉口:37。
1927年7月下旬，刘伯承秘密转赴南昌:40。8月1日，与周恩来、朱德、贺龙等人发动南昌暴動，任起义总参谋长，率部南下:43。起义军队在潮汕失败后，刘伯承与吴玉章、林伯渠等赴上海:45。1927年11月，与吴玉章等30人赴苏联学习，先后在高级步兵学校学习:46。1928年6月，他出席了中共六大。年底，转入伏龙芝军事学院学习:48。1929年中东路事件期间，刘伯承与叶剑英等人响应“武装保卫苏联”的号召，参与“国际义勇军”，即前往伯力加入“远东工人游击队”，训练部队，与国民政府军张学良部作战，协助苏联进攻中国黑龙江海拉尔之役。1930年8月，从苏联伏龙芝军事学院毕业，任中央军委参谋部部长、长江局军委书记:50，协助周恩来处理军委日常工作，举办短期军事训练班，并负责讲授暴动方略、游击战、运动战等课程:52。
1932年1月，刘伯承到达瑞金，被任命为红军学校校长兼政治委员:53。1932年10月，任中央军委总参谋长:56；宁都会议上，在对于毛泽东是否仍留在前方的问题上，会上发生了激烈的争论，刘伯承由于来苏区还不到一年，就支持了多数人的意见，反对将毛泽东留在前方。1933年，刘伯承协助朱德、周恩来在前方指挥作战，取得第四次反围剿战争的胜利:59。期间，刘伯承撰写《现在游击队要解答的问题》、《到敌人后方开展游击战争的几个教训》等，并翻译多篇苏军教材和理论文章，促进了红军干部军事素质的提高:60-61。1934年，在第五次反围剿战争中，刘伯承因为与博古、李德等人的意见相左，而被降为红五军团参谋长。
1934年10月，中央红军开始长征:62。长征初期，刘伯承协助军团长董振堂执行后卫任务:63。12月，刘伯承复任中央革命军事委员会总参谋长，兼任中央纵队司令员:65。1935年1月，指挥先遣部队突破乌江，攻取遵义，随后参与遵义会议。此后指挥了强渡金沙江等战斗:69。5月，刘伯承兼任红军先遣队司令，同政治委员聂荣臻率部进入大凉山，与彝族沽基族首领果基约达（小叶丹）在袁居海子（今冕宁县彝海子）结为兄弟，使全军顺利通过彝族聚居区。继而指挥所部在安顺场强渡大渡河:75。1935年6月，红一、四方面军会合后，刘伯承随红四方面军行动:81。因为反对张国焘的南下主张，而被张国焘免去总参谋长职务，改任四方面军红军大学校长:82。1936年10月，他随红二方面军到达陕北:85。12月，刘伯承任中央军委总参谋长兼前敌总指挥部参谋长、抗日军政大学副校长。1937年2月，任援西军司令员，组织指挥增援西路军部队:85。

### 抗日战争时期

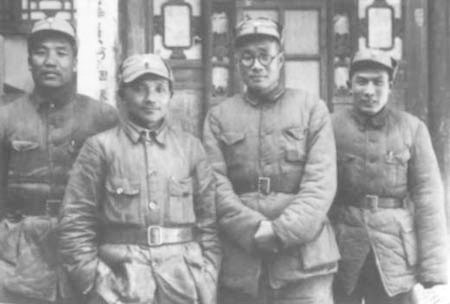
八路军129師領導人合影。左起李達、鄧小平、劉伯承、蔡樹藩

1937年抗日战争全面爆发。根据第二次国共合作双方协议，8月22日中国工农红军改编为国民革命军第八路军，刘伯承任八路军129师师长，被授予中华民国国民革命军中將军衔。1937年10月19日，129师769团夜袭山西代县阳明堡日军前线飞机场，炸毁飞机24架:102。接着，刘伯承率师主力部队挺进到正太铁路以南的平定、昔阳地区，打击沿正太铁路西进的日军:102，先后取得长生口、七亘村、黄崖底等战斗的胜利:103-105。
1938年1月，邓小平调任129师政委:112。其后，刘伯承与邓小平一起卓有成效地开展了抗日斗争。在随后的13个年头里，两人一直并肩战斗，129师和晋冀鲁豫野战军（即二野、中野）后来也被称为“刘邓大军”而载入史册。1938年，刘邓二人率军在河北南部的平原地区开辟了抗日根据地，在1至9月间运用刘邓二人共同创造的“麻雀战术”取得了很大的成效。在太行山期间，刘执行“分兵以发动群众，集中以应付敌人”的方针，扩大并巩固太行山根据地:18-19。1938年2月22日，刘指挥部队在长生口设伏，歼灭了日军一个加强中队:113。3月16日，又在神头岭消灭敌军1500余人:19。之后，刘率军进一步发展，收复长治、沁县等十八座县城，将日军赶出了晋东南:19。其后，刘伯承部署129师主力进军冀南:127，团结各方势力:128，开展平原游击战争，并指挥冀南1939年春季战役等作战:131。
1939年12月，刘伯承指挥部队进行了邯长战役，改变了太行根据地受夹击的局势:136。1940年2月，他指挥对国军朱怀冰部的作战:24-25。4月，刘伯承在黎城出席中共中央北方局高干会议，在会上作《党军建设问题》的报告，提出了“敌进我进”的作战方针:186。5月，与邓小平指挥部队进行了白晋战役，挫败日军的“囚笼政策”:149。8月，刘伯承与彭德怀等人对日本军队发动百团大战，129师协同晋察冀军区部队破毁正太铁路三分之二以上，攻占沿线大部分据点:155。9月底，指挥部队进行了百团大战第二阶段榆辽战役，攻占榆社县城等榆辽公路大部分据点:157。10月，指挥部队进行反扫荡作战，在关家垴歼灭日军一个大队中的400余人。而整个百团大战共毙伤日军4.4万人。
1941年6月，刘伯承与邓小平指示太岳军区派部队进入中条山开辟新的根据地。8月，指挥部队进行邢沙永战役:436。1942年，刘伯承指挥部队粉碎了日军的多次扫荡:167。1943年8月，指挥林南战役。9月，刘伯承奉命返回延安，参加中共七大和整风。1945年，刘伯承出席中共七大，当选中共第七届中央委员。8月10日，与邓小平、滕代远电令晋冀鲁豫各军区迅速夺取日占城市，破坏交通线，准备打击北上抢占华北的国军部队:439。

### 第二次国共内战时期

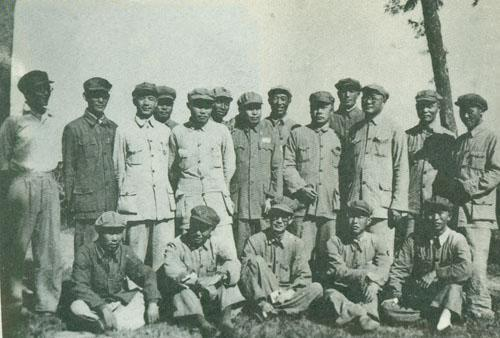
1948年夏，中原野战军部分领导人合影。前排右一钟汉华，右二赵紫阳，右三李雪峰。中排右起：陈再道、杜义德、刘伯承、陈毅、王近山，后排右一范朝利、右二孔庆德。

抗日战争结束后，中国随即爆发了第二次国共内战。抗战开始时只有9000人的129师，此时已发展成为近30万人的大型野战军。1945年8月25日，刘伯承返回太行，出任晋冀鲁豫军区司令员:196。1945年9月，刘邓大军在上党战役中成功运用“围三阙一，网开一面。虚留生路，暗设口袋”的战术歼灭阎锡山的3.5万中华民国国军，随后发起平汉战役，并同样取胜，配合了毛泽东在重庆进行的谈判。这次战役胜利后，刘邓大军一直休整到1946年夏天。1946年2月，刘伯承曾赴新乡，参加军事调处执行部谈判:208。
1946年6月，国军大举围攻中原解放区，全面内战爆发:213。其时，山东局势紧张，刘伯承根据中共中央命令，率军出动至南线作战:35:214。之后，刘伯承率军三次出击陇海路，将国军第三师、四十七师、四十一师吸引了过去:215。刘伯承随后采取各个击破的战术，寻歼国军有生力量，采取打运动战、找弱点的方法，取得定陶战役:216、滑县战役:223、巨金鱼战役:225、豫北战役:227等作战的胜利，在一年内消灭国军100个旅，取得了内线作战的胜利:35-36。虽然内线作战取得了胜利，但同时战争对解放军根据地造成了巨大的消耗，因此，解放军在内线作战取得胜利后决定转入外线作战，将战争引向国民政府控制区。1947年6月，石林会议之后，刘伯承开始准备率军出击外线:36。

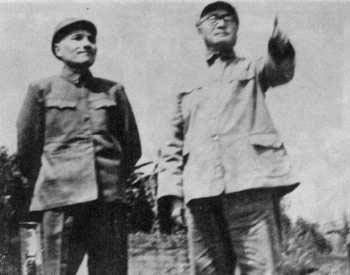
1949年，刘伯承与邓小平在渡江战役前线指挥作战。

1947年中旬，解放军转入局部反攻:232。6月30日，刘邓率军南渡黄河后，刘指挥发起鲁西南战役，歼灭国军9个半旅:235。此时华东部队因为连续作战十分疲劳，中原野战军遂为了配合华东野战军，开始向大别山跃进，并站稳了脚跟:94。自此中国人民解放军开始了对中华民国军队的全国性战略进攻。而蒋介石则派白崇禧调集大军围攻大别山。1948年2月，刘伯承率主力转出大别山地区，进入中原。5月9日，中共中央中原局和中原军区正式成立，刘伯承任中原局常委和中原军区司令员:266。5月，指挥部队进行宛东战役，歼国军万余人，策应了粟裕兵团南下加入中原作战的行动:268。6月，为保障华东野战军进行豫东战役，连续组织了三次阻击战。在第二次国共内战其间，刘还负责不同解放区进行有针对性的土地改革和政治改革:108,124。
1948年11月，刘伯承指挥中原野战军参与第二次国共内战具有重大意义的淮海战役。淮海战役于1948年11月6日发动。战役第一阶段，刘伯承指挥组中原野战军切断津浦路，攻占宿县。第二阶段，主攻黄维兵团:290。淮海战役历时65天，消灭国军5个兵团和1个绥靖区的部队，计22个军56个师（内有1个半师倒戈），共55万余人。此外击退由南京方面来援的第6、第8两个兵团。至此基本攻陷长江以北的华东、中原地区，中华民国首都南京已处于解放军直接威胁之下，中华民国政府已陷入土崩瓦解状态:295。1949年2月，中原野战军改编为第二野战军，刘伯承任司令员。4月21日，他与邓小平、粟裕指挥的部队渡过长江，旋即占领了中华民国首都南京:39，并担任南京市军事管制委员会主任:308。

### 中华人民共和国成立后

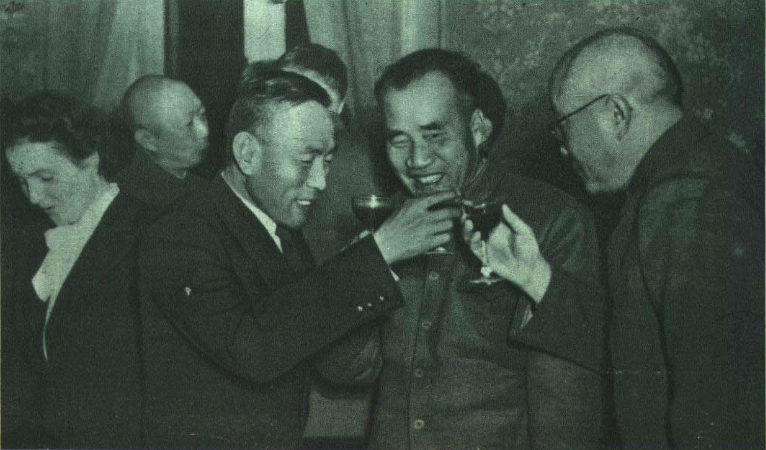
1950年庆祝十月革命三十三周年，刘伯承、朱德和朝鲜大使李周渊。

1949年下半年，刘伯承和邓小平率军进军大西南，通过南泉战役、成都战役等一系列战役，攻下了四川、云南、贵州、西康等西南省份。1949年底，任西南军政委员会主席。负责西南剿匪、建设和进军西藏。1951年1月，任中国人民解放军军事学院院长兼政委。主张“治军必先治校”:332。刘伯承亲自培训师资:361、撰写审定和翻译教材:349，通过在军事学院陆续创立海军、空军、炮兵、装甲兵、防化兵、情报等系，繁衍发展了解放军诸军兵种齐全的指挥院校体系:398。
1954年6月19日，被任命为中央人民政府人民革命军事委员会副主席。10月31日，任训练总监部部长。1955年9月27日，刘伯承被授予中华人民共和国元帅军衔和一级八一勋章、一级独立自由勋章、一级解放勋章:391。1956年9月，出席中共八大，当选中共中央政治局委员。1957年9月，调任高等军事学院院长兼政委。1958年，军委召开军委扩大会议，刘被彭德怀等当作军事教条主义的代表受到批判，7月10日，带病的刘伯承被架着在中南海怀仁堂做了检查:403。之后，9月13日，刘从军事学院领导岗位离任，实际上被闲置起来:404。11月17日，被免去高等军事学院院长兼政委职务。1959年9月，刘伯承任中共中央军委战略小组组长:406。1962年中印战争中，刘伯承担任解放军参谋顾问:407。1966年1月8日，刘伯承被任命为中共中央军委副主席。

### 文化大革命时期
1966年，文化大革命开始后，经常强调“居安思危”，不要忘记还有敌情；军队要坚持正面教育，不要卷入“造反”。1967年7月，赴济南治疗眼病，后又转赴上海继续治疗，10月回到北京。1969年4月，出席中共九大，当选为中央委员、中央政治局委员、中央军委副主席。10月，林彪发布《林副主席指示第一号令》，全军进入紧急战备状态，各军队将领被迫疏散离京，刘伯承临行前向中央提出“如果真的要打仗，我愿意留在北京，给军委和总部当个参谋”，后服从组织决定赴武汉。
1970年，由武汉转赴北京、上海治疗眼病。5月，刘伯承创建的南京军事学院、北京高等军事学院与政治学院、后勤学院合并，成立中国人民解放军军政大学。校址设在高等军事学院院内。得到这个消息后，把自己珍藏的2000多册军事理论教材与书籍，赠送给了军政大学。并对军政大学校长萧克说：“我现在年纪大了，眼睛也不行了。这些教材和书籍留给你们吧。希望你们把学校办好！”
1972年，刘伯承左眼失明:419。1973年5月8日，住进中国人民解放军总医院治疗疾病。8月，出席中共十大，当选为中央委员、中央政治局委员。1975年1月，在第四届全国人民代表大会第一次会议上当选为人大常委会副委员长。

### 晚年岁月
1980年以后，刘丧失了自理生活能力。1980年8月17日，五届人大三次会议批准了刘关于辞去人大常委会副委员长职务的请求。1981年，《刘伯承回忆录》出版；11月23日，副总参谋长张震在全军防化战备会议上讲话称：“邓主席去年说，‘那次反教条主义是错误的。’”1982年，刘伯承因年龄和健康原因辞去党、国家和军队领导职务:419。同年8月6日，中共十一届七中全会通过了《给刘伯承同志的致敬信》：
……由于年龄和健康状况，您不能再参加即将召开的党的第十二次全国代表大会，也不能再继续担任党和国家的领导职务。您对中国革命的贡献和崇高的品德，将为我们全党所永远怀念和敬佩。……您不愧是身经百战的元帅，马克思主义的军事理论家，坚强的无产阶级革命家……
1986年10月7日，刘伯承在北京逝世，享年94岁，10月14日，在解放军总后勤部礼堂举行遗体告别仪式，邓小平率全家前去告别。10月16日，刘伯承追悼会在北京人民大会堂举行，邓小平主持，胡耀邦致悼词，骨灰分别葬於开县、涉县赤岸村、南京。刘伯承的多篇回忆文章收入于1981年出版的《刘伯承回忆录》。

### 病逝原因
其夫人在《送伯承远行》中讲到：“进一步摧垮你身体的，是1973年的那次治疗。你被错误诊断，错误用药；明知错了，还坚持不改，延续13个月之久，致使你丧失思维，长期卧床，健康状况日渐下降。”

## 用兵特点
刘伯承用兵足智多谋，机动灵活，富于创造性。他非常重视战前准备，把“任务、敌情、我情、地形、时间”称作“五行”，常说:“‘五行’不定，输得干干净净；只有‘五行’做好了，才能下决心，定计划”。刘伯承还非常重视通信联络，说:“没有通信联络，就没有指挥”。刘伯承从不居功自傲，常说，你虽然是个大指挥官，有很大的权威，一个口令可以使成千上万人稍息立正，但这些都是党的指挥，党的权威，人民群众的信任，个人没有什么可骄傲的，你头脑发胀，那就危险了:92。

## 身后及评价
刘伯承在中共党内获得了广泛且较高的评价，早期井冈山根据地期间，党内曾将其看作为『无产阶级的孙武』，甚至包括后来脱党的张国焘在内，均认可刘在军事上的成就和贡献。有观点认为刘是『聪明之人，熟知飞鸟尽良弓藏的道理，中共立国后就迅速交出兵权』，某种程度上减轻了后续在历次政治运动中被整肃的可能性。
1986年10月8日，新华社发布中国共产党中央委员会讣告，评价刘伯承为“中国人民的伟大战士、中国共产党的优秀党员、中国人民解放军的缔造者之一、伟大的无产阶级革命家、军事家”。10月16日，刘伯承追悼会在人民大会堂举行，邓小平主持追悼会，胡耀邦致悼词。悼词中特别赞誉了刘伯承的指挥艺术、作战谋略和军事论著:420。1989年11月，刘伯承被中共中央军委确定为中国人民解放军军事家之一。2011年10月28日，刘伯承的部分骨灰安葬在河北省邯郸市将军岭第一个129台阶。
而对刘伯承的私人评价也以正面居多。1916年3月，刘伯承在指挥攻打丰都县城时，右眼中弹致残。在疗伤过程中，他为了不损害脑神经，强忍钻心的疼痛，坚持不施麻药，被为其主刀的德国医生赞叹为“军神”。1942年刘伯承五十寿辰时，朱德曾赞誉他“具有仁、信、智、勇、严的军人品质，有古名将风，为国家不可多得的将才”。陈毅称赞他“论兵新孙吴，守土古范韩”。1986年10月27日，邓小平在《悼伯承》一文中写道：“伯承同志是我党我军的大知识分子，大军事家。他的军事指挥艺术和军事理论造诣，在国内外屈指可数。”“对于毛泽东军事思想的形成和发展，伯承是有大贡献的。”甚至原中华民国国防部长白崇禧也称刘伯承为“共军第一号悍将”。
刘伯承本人生前曾说：“我自己的一生，如果有一点点成就，那是党和毛主席的领导所给我的。离开党，像我们这些人，都不会搞出什么名堂来的。因此，我愿意在党的领导下，做毛主席的小学生，为中国人民尽力。如果我一旦死了，能在我的墓碑上题上‘中国布尔什维克刘伯承之墓’十二个大字，那就是我最大的光荣。”而刘伯承晚年并不愿提及自己的战争经历，对往事更多想起“千百万的年轻寡妇找我要丈夫，多少白发苍苍的老太太找我要孩子，我心里很不安”。

## 著作
回忆录
- 《刘伯承回忆录》，1981上海文艺出版社。
  - 含刘伯承撰写的《回顾长征》《我们在太行山上》《二野在解放战争中》《千里挺进大别山》《纪念左权同志》等9篇回忆文章，以及其他战友对刘伯承的回忆。

文集
- 《刘伯承军事文选》，1982年解放军出版社
- 《刘伯承军事文选》三卷本，2012年军事科学出版社。收录1923 年4 月14 日至1972 年2 月24 日刘伯承有关军事方面的文章、电报、命令、批示、信函、报告、谈话等文献394 篇。
  - 第一卷(1923-1945))土地革命战争和抗日战争时期，共收录100篇，
  - 第二卷(1945-1949)解放战争时期，共收录191篇，
  - 第三卷(1949-1972)新中国成立后，共收录103篇

## 纪念

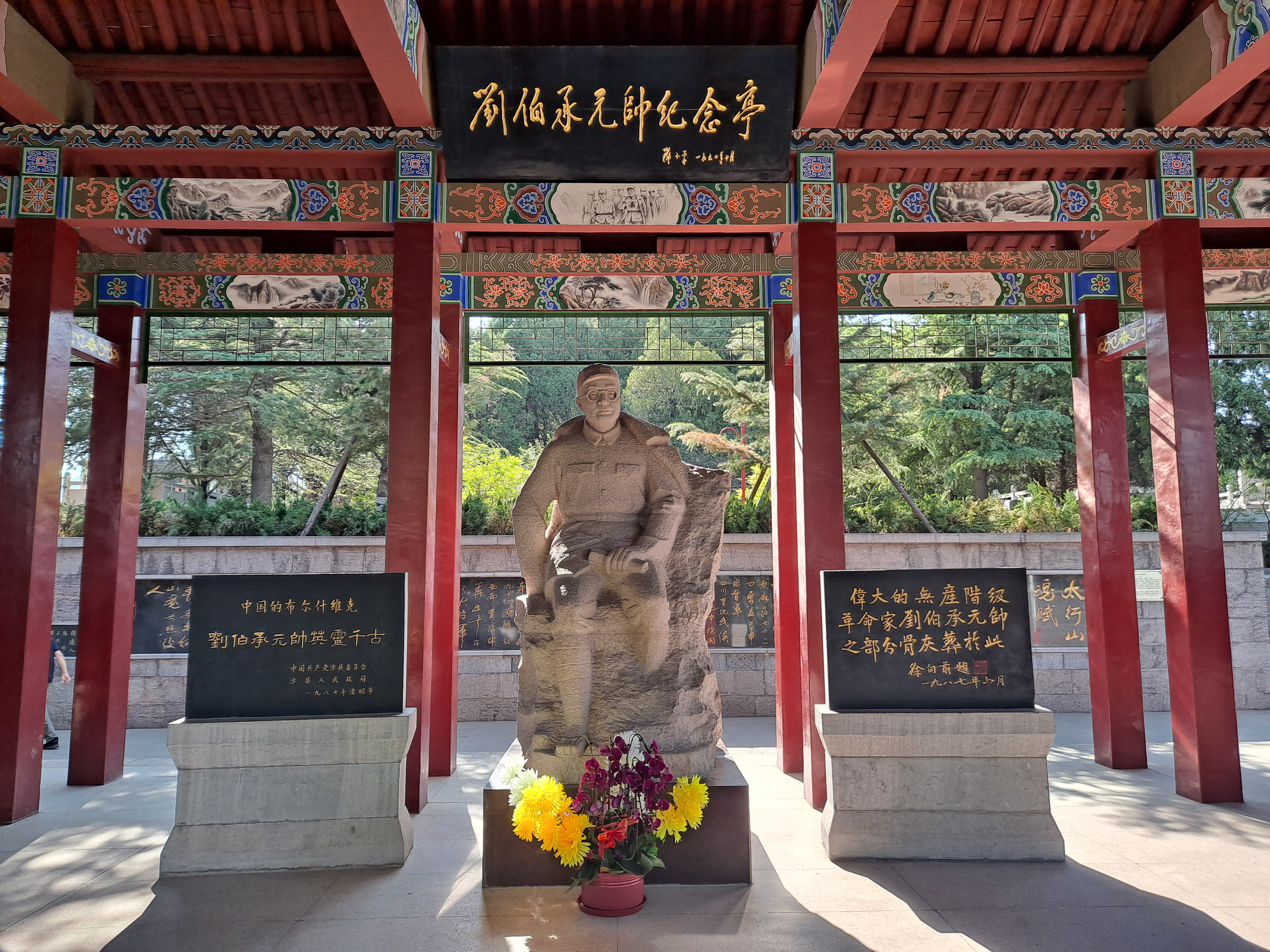
河北涉县刘伯承元帅纪念亭

- 1999年4月南京解放50周年之际，在南京长江大桥南的四平路广场，设立刘伯承市长铜像。
- 2012年在刘伯承家乡重庆开县城南28公里处的赵家镇小华山沈家湾，立有刘伯承全身铜像和骑马铜像。
- 石家庄陆军指挥学院校园内，有刘伯承、叶剑英、聂荣臻三位元帅的铜像组。

## 家庭
刘伯承祖籍湖北江陵。清代初期，由于执行“湖广填四川”的政策，刘家迁到四川云阳（现重庆市云阳县）关口乡定居，世代以农耕为业:1。咸丰年间，刘伯承的祖父刘正富因交不起佃租押金，被迫流落到开县浦里河畔开荒度日，以后生活条件有所提高。刘正富有六个儿子，第六子刘文炳即为刘伯承之父:2。刘文炳因科举失败，被迫在家务农，后同周寅香结婚:2。刘文炳有四子三女，刘伯承为家中长子:6。
劉伯承先后有三位妻子，依次是：
- 程宜芝（1894-1957）：1910年，劉伯承與程宜芝結婚[3]:7，1912年生子劉俊泰。自劉帥離家後的二三十年間，她一直孤守在劉家的幾間草屋裡，與她和劉帥所生的獨子劉俊泰相依為命；由於劉俊泰被煙毒傷害又患精神病。一家生計除了從劉家分得幾畝薄田的租人之外，主要靠著程氏的勤耕苦織，將男人女人的擔子挑在一肩，才勉強過上了半溫飽的生活。共和國初，劉主政西南，托人帶口信，希望與程氏一見。程宜芝知其在長征途中與汪榮華結婚。也捎去口信：“你不要回來，我也不去你那裡，我對你毫無怨言，也無大困難需要你幫助解決，只望你勤勉國事，挑好老百姓給的千斤重擔。我母子已得到政府照顧，成分評了紅軍家屬，每月有五斗米補貼，不勞你分心了。程宜芝1957年病逝[67]。她的孫女劉天儉說：“我的可憐的奶奶呀，一天好日子沒過過，凡是女人該享的福她都沒享過，凡是女人的不幸她都受夠了!”，“我驕傲，不但因為我有—個稱譽于國於世的、為國家民族捨棄一切的偉大爺爺，也因為我有—個雖然—生默默無聞，卻集中國婦女忠貞、堅忍、勤勞的美德於一身的偉大奶奶!”[68]

- 吳景春：1930年，刘伯承与吳景春（重庆万州人）结婚。1932年，劉伯承進入蘇區，跟妻子失去了聯繫[69]。

- 汪榮華（1917年2月4日-2008年5月27日，安徽省六安县郝家集人）：1936年，刘伯承（43岁）與汪榮華（19岁）結婚[3]:83。抗日战争时期，汪荣华先后任129师随营学校教员、供给部政治处指导员、直属政治处组织干事、司令部供给处党支部书记、机要科译电员等职。第二次国共内战时期，任晋冀鲁豫军区司令部军政处干部科参谋[70]。中华人民共和国成立后，历任西南局干部子弟学校教员、高等军事学院秘书、中央军委办公厅顾问等职[71]。1988年7月，被授予中国人民解放军二级红星功勋荣誉章。2008年5月27日，汪荣华在北京逝世，终年92岁[72]。

| 子女       | 生母   | 備註 |
| ---------- | ------ | --- |
| 长子劉俊泰 | 程宜芝 | 1912年生，早年中了鴉片煙毒，一直不能勞動，時常犯病發瘋。1961年餓死於老家。有二女。長女劉天儉，一直在四川奉節縣當小學教師，現已退休。曾多次被省、地、縣評為模範教師，獲得過先進稱號與榮譽獎狀，夫陳楠。次女名不詳 |
| 次子劉太行 | 汪榮華 | 原裝甲兵部隊作戰部副部長，少將 |
| 三子劉太遲 | 汪榮華 | 空軍裝備部副部長，少將 |
| 四子劉蒙   | 汪榮華 | 曾任中国人民解放军广州军区装备部副部长，现任总装备部科技委委员，少将。 |
| 长女劉華北 | 汪榮華 | 1945年被害，至今是悬案 |
| 次女劉解先 | 汪榮華 | 北京總後勤醫院第一門診部醫師 |
| 三女劉彌群 | 汪榮華 | 解放軍空軍指揮學院副院長、少將 |
| 四女劉雁翎 | 汪榮華 | 北京醫學會核醫學專業委員會委員 |

## 相关影視作品
- 1988年，电视剧《刘伯承血战丰都》
- 1989年，电影《开国大典》
- 1991年，电影《大决战之淮海战役》
- 1996年，电影《青年刘伯承》
- 2005年，电视剧《亮剑》
- 2009年，电影《建國大業》
- 2012年，电影《刘伯承市长》
- 2012年，电视剧《刘伯承元帅》
- 2021年，电视剧《大决战》